# Pilar Romero Burgos
Pilar Romero Burgos (Madrid, 1940 – 2021) fue una poeta y actriz española, reconocida por su compromiso político y su participación tanto en la poesía social como en el cine de vanguardia de los años 60. Militante del Partido Comunista de España, su obra literaria permaneció en gran parte inédita hasta su rescate póstumo.

## Biografía
Nacida en una familia de tradición republicana, cursó estudios en la Universidad Complutense de Madrid, donde en febrero de 1965 abandonó la Facultad de Filosofía y Letras en protesta por la expulsión de los catedráticos José Luis López Aranguren, Enrique Tierno Galván y Agustín García Calvo por parte de la dictadura franquista. Continuó su formación en Sociología de forma no oficial con estos profesores en espacios clandestinos.
Entre 1963 y 1966 estudió en la Escuela Oficial de Cinematografía (EOC), donde participó como actriz en producciones de carácter experimental. Falleció en 2021, y su obra fue revalorizada a partir de 2020 gracias a la difusión de sus versos en redes sociales por autores como Benjamin Prado.

## Trayectoria cinematográfica
Como alumna de la EOC, intervino en:
- La guapa (1964, Julian Marcos) [2]
- La función (1964, César Santos Fontenía)
- Los delatores (1964, Mario Gómez Martín), cortometraje experimental que forma parte de la Trilogía Negra.[3]
- La tarde libre (1964)
- Mi querida Elena (1965, Jesús García de Dueñas)
- Carmen de Carabanchel (1965, Cecilia Bartolomé)
- Los amores y trabajos de Antonio y Lola (1965, Manuel Revuelta)
- Crónica de Emma Zunz (1966, Jesús Martínez León)

- La sombra continúa (1966, Mario Gómez Martín), cortometraje experimental que forma parte de la Trilogía Negra.[3]
- La tía Tula (1964, Miguel Picazo), como extra.[4]
- Pruebas de rodaje para El Jarama (1965, Juan Antonio Bardem), proyecto censurado y nunca estrenado.

## Obra literaria
Su poesía, de tono social y marcada por la memoria histórica, circuló durante décadas en redes clandestinas del PCE. Además de multitud de plaquettes autopublicadas, entre sus obras destacan:
- Hora cero (1984), ganadora del Premio Clara Campoamor, parcialmente censurada. [5][6]
- Estancias prohibidas (2022), antología póstuma con poemas inéditos escritos entre 2000 y 2011.[7]

## Revalorización póstuma
En 2020, el poeta Benjamín Prado difundió versos suyos en redes sociales, reactivando el interés por su figura. En 2022, la publicación de Estancias prohibidas consolidó su recuperación literaria en medios como La Vanguardia o Andalucía Información.